# Колледж информационных технологий ТТУ
Колледж информационных технологий ТТУ (эст. TTÜ Infotehnoloogia Kolledž) — бывшее высшее прикладное учебное заведение в Таллине (Эстония), в настоящее время — структурное подразделение Таллинского технического университета. Основан 1 августа 2017 года путём слияния Таллинского технического университета и Эстонского колледжа информационных технологий (эст. Eesti Infotehnoloogia Kolledž).

## История
Колледж информационных технологий был образован в марте 2000 года Эстонским фондом информационных технологий (англ. Estonian Information Technology Foundation), созданного совместными усилиями Министерства образования и научных исследований Эстонии, Тартуского университета, Таллинского технического университета, телекоммуникационной компании Eesti Telekom и Эстонской ассоциации информационных технологий и телекоммуникаций в связи с быстро растущей потребностью ИТ-специалистов. Колледж был торжественно открыт премьер-министром Эстонии Мартом Лааром в сентябре 2000 года. 
В течение первого года работы все студенты должны были платить за обучение (небольшое количество стипендий были доступны для лучших студентов). Начиная с 2007 года 100 мест финансировалось государством. 
С 2008 года колледж находится в таллинском районе Мустамяэ в непосредственной близости от главного корпуса Таллинского технического университета.
С 2017 года IT-колледж является академическим и административным подразделением факультета информационных технологий ТТУ и носит название IT-колледж ТТУ.

## Деятельность

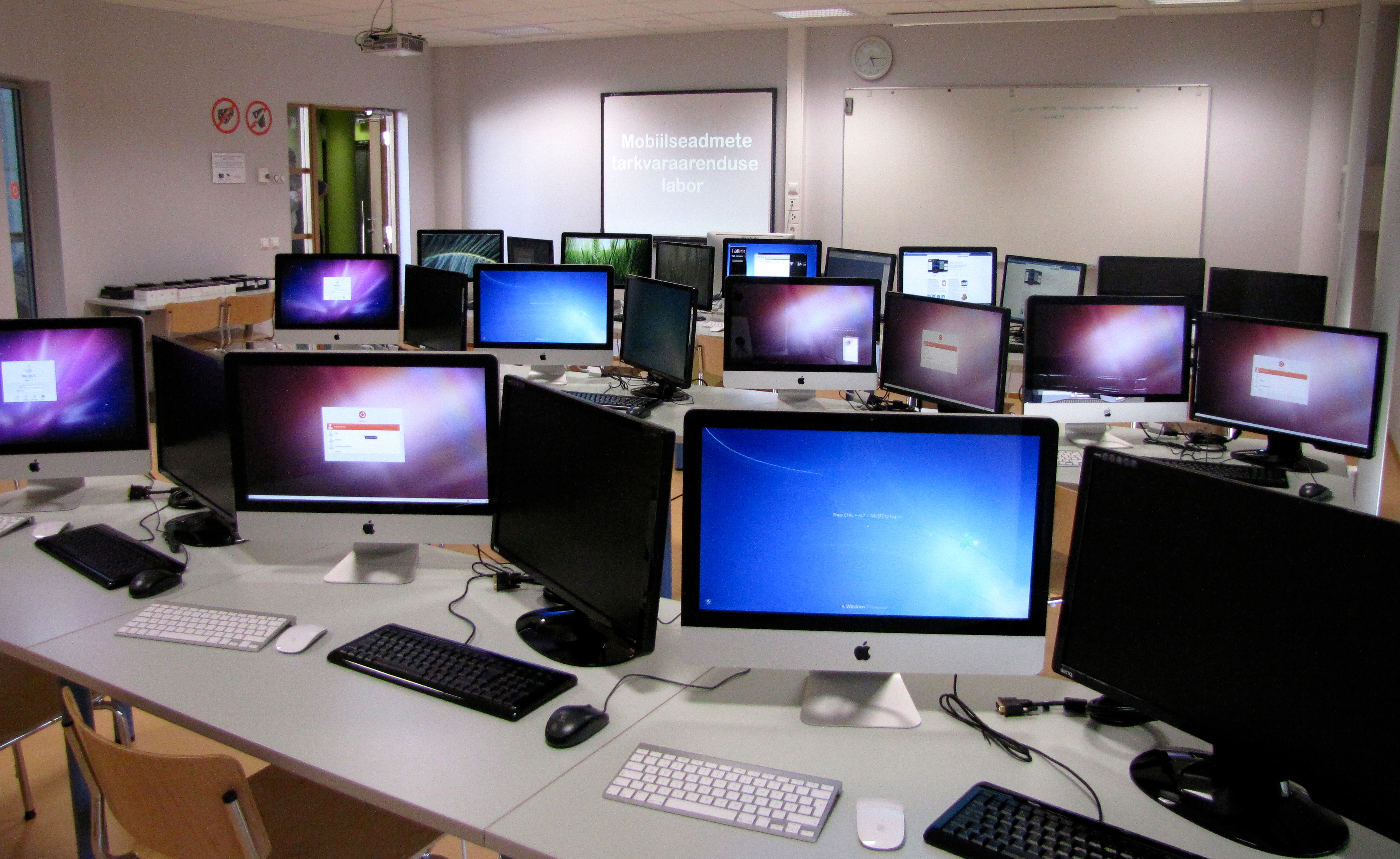
Одна из лабораторий колледжа

Колледж готовит специалистов по специальностям системный администратор, системный разработчик, системный аналитик, технический специалист по телекоммуникациям. Учебное заведение принимает участие в партнерских программах:
- Oracle Academy (с 2002 года);
- Cisco Networking Academy (с 2002 года);
- Microsoft IT Academy и MSDN Academic Alliance (с 2003 года);
- Linux Professional Institute (с 2011 года).

Будучи высшей прикладной школой, Эстонский колледж информационных технологий сотрудничал с вузами многих стран Европы, включая Швецию, Германию, Австрию, Португалию, Турцию. В колледже существует традиция приглашать на лекции ведущих специалистов и менеджеров ИТ. Так здесь выступали: Richard M. Stallman из Free Software Foundation, Jon "Maddog" Hall из Linux International, Mikko Hyppönen и Jarno Niemelä из F-Secure, Akira Hirooka из DoCoMo, Andrew Kass из Microsoft и другие.

## Руководители
В 2010 году ректором колледжа был Калле Таммемяэ (Kalle Tammemäe). В 2011 году эту должность занимал Линнар Вийк (Linnar Viik). С августа 2011 года ректором Эстонского колледжа информационных технологий являлся Тийт Роосма (Tiit Roosmaa). С 2018 года колледжем руководит директор Калле Таммемяэ.